# Sergej Rodionov
Sergej Jur'evič Rodionov (in russo Сергей Юрьевич Родионов?; Mosca, 3 settembre 1962) è un ex calciatore e allenatore di calcio sovietico, dal 1991 russo, di ruolo attaccante.
Militò nello Spartak Mosca e nel Red Star.
Ha inoltre militato nell'Unione Sovietica dal 1980 al 1990, giocando 37 partite e segnando 8 reti.

## Palmarès

### Giocatore

#### Club
- Vysšaja Liga: 3

Spartak Mosca: 1979, 1987, 1989
- Campionato russo: 2

Spartak Mosca: 1993, 1994

#### Individuale
- Capocannoniere della Vysšaja Liga: 1

1989 (16 gol)